# RR Pictoris

RR Pictoris, también conocida como Nova Pictoris 1925, es un sistema estelar variable cataclísmico que se encendió como una nova e iluminó la constelación de Pictor. El astrónomo sudafricano R. Watson la observó por primera vez el 25 de mayo de 1925 cuando tenía una magnitud aparente de 2,3. Continuó brillando hasta la magnitud 1,2 que alcanzó el 9 de junio de 1925. Se atenuó a la magnitud 4 el 4 de julio, pero volvió a iluminarse a 1,9 el 9 de agosto. Seis meses después de su brillo máximo, RR Pictoris desapareció para ser invisible a simple vista, y era de magnitud 12,5 en 1975.
Las novas son sistemas binarios cercanos compuestos por una enana blanca y una estrella secundaria que están tan cerca que llenan su lóbulo de Roche con material estelar, que luego se transfiere al disco de acreción de la primera estrella. Una vez que este material alcanza una masa crítica, se enciende y el sistema se ilumina tremendamente. Las dos estrellas de RR Pictoris orbitan entre sí cada 3.48 horas. Los cálculos de la velocidad sugieren que la estrella secundaria no es lo suficientemente densa como para que su tamaño todavía esté en la secuencia principal, por lo que ya debe haber comenzado a expandirse y enfriarse ya que su núcleo se ha quedado sin combustible de hidrógeno. Se estima que el sistema RR Pictoris se encuentra a unos 520 parsecs (1700 años luz) de distancia de la Tierra.